# Sielsowiet Putczyna
Sielsowiet Putczyna (biał. Путчынскі сельсавет, Putczynski sielsawiet; ros. Путчинский сельсовет) – sielsowiet na Białorusi, w obwodzie mińskim, w rejonie dzierżyńskim, z siedzibą w Putczynie.

## Demografia
Według spisu z 2009 sielsowiety Putczyna i Wołma zamieszkiwało 2544 osób, w tym 2108 Białorusinów (82,86%), 244 Polaków (9,59%), 151 Rosjan (5,94%), 22 Ukraińców (0,86%), 9 osób innych narodowości i 10 osób, które nie podały żadnej narodowości.
Do 2019 liczba ludności spadła do 2067 osób. Największymi miejscowościami były wówczas agromiasteczko Putczyna (584 mieszkańców), Skirmuntawa (422 mieszkańców) i Wołma (303 mieszkańców). Liczba ludności żadnej z pozostałych miejscowości nie przekraczała 73 osób.

## Geografia i transport
Sielsowiet położony jest na Wysoczyźnie Mińskiej, w północno-zachodniej części rejonu dzierżyńskiego. Przechodzi tu wododział zlewisk Morza Bałtyckiego i Morza Czarnego. Największymi rzekami są Isłocz, Ptycz i Wołma, które mają tu swoje źródła. Na terenie sielsowietu wznosi się Dzierżyńska Góra (Święta Góra) - najwyższy szczyt Białorusi.
Przez sielsowiet przebiegają droga republikańska R65 i jego granicą droga magistralna M14.

## Historia
W latach 30. XX w. sielsowiety Putczyna i Narejki były polsowietami z autonomią dla ludności polskiej. Natomiast teren byłego sielsowietu Wołma leżał w Polsce. Przed przyłączeniem sielsowietu Wołma, zachodnia granica sielsowietu Putczyna pokrywała się z przebiegiem polsko-sowieckiej granicy państwowej w latach 1921 - 1945 (obecnie pokrywa się tylko w części).
28 maja 2013 do sielsowietu Putczyna włączono w całości sielsowiet Wołma.

## Miejscowości
- agromiasteczka:
  - Putczyna
  - Skirmuntawa
  - Wołma
- wsie:

| - - Antonowszczyzna - Chimorody - Ciuchaje - Denisowszczyzna - Głuszyńce - Hołyszewo - Horutyszki - Hrynkowicze - Jakuty | - - Jankowce - Juchnowicze - Jurkowicze - Kamionka - Kowalowce - Kowszewo - Leońce - Lipki - Łosiczkowszczyzna | - - Michalewszczyzna - Michałowo - Mieńki - Mirony - Nakwasy - Narejki - Nasledniki - Paździerzyce - Piereciatki | - - Pojedynkowo - Putczyna - Rudziewszczyzna - Sadowszczyzna - Sakowicze - Skorobohatowszczyzna - Surciny - Swidowszczyzna - Szczepki | - - Szyszki - Wasilewszczyzna - Wiertniki - Wołowniki - Wołmeczka - Zagajne - Zarecznaje - Zołotary - Żytne |

- osiedla:
  - Fieliksowa
  - Tatarszczyzna
- chutor:
  - Szytalewszczyzna